# 바이바이배드맨
바이바이배드맨(영어: Bye Bye Badman)은 3명으로 이루어진 대한민국의 록 밴드이다.

## 구성원
- 정봉길 - 보컬, 기타

- 이루리 - 베이스
- 구름 - 키보드

## 음반

### 정규 앨범
- Authentic (2015년)
- Light beside you (2011년)

### EP
- Bye Bye Badman (2011년)
- Because I Want To (2013년)
- [null 너의 파도] (2017년)

### 참여 앨범
- 2011 지산 밸리 록 페스티벌 공식 컴필레이션 (2011년)
- V.A - 숨∞ 세 번째 'Greenplugged Omnibus Album'(2013년)

## 경력
- 2010년 CJ 아지트 로큰롤 슈퍼스타 당선
- 2010년 쌈지 사운드 페스티벌 숨은고수 선정
- 2011년 CJ 튠업 5기 선정
- 2011년 EBS 스페이스 공감 6월의 헬로루키 선정
- 2011년 EBS 스페이스 공감 올해의 헬로루키 대상
- 2012년 제9회 한국대중음악상 올해의 신인상

## 공연
- 2010년 지산 밸리 록 페스티벌(CJ 아지트 로큰롤 슈퍼스타)
- 2013년 그린플러그드 페스티벌
- 2016년 지산 밸리록 뮤직앤드아츠 페스티벌
- 2016년 그랜드 민트 페스티벌